# Diplodactylus capensis
Espèce
Diplodactylus capensis est une espèce de gecko de la famille des Diplodactylidae.

## Répartition
Cette espèce est endémique du North West Cape en Australie-Occidentale. 

## Étymologie
Son nom d'espèce, composé de cap et du suffixe latin -ensis, « qui vit dans, qui habite », lui a été donné en référence au lieu de sa découverte.

## Publication originale
- Doughty, Oliver & Adams, 2008 : Systematics of stone geckos in the genus Diplodactylus (Reptilia: Diplodactylidae) from northwestern Australia, with a description of a new species from the Northwest Cape, Western Australia. Records of the Western Australian Museum, vol. 24, p. 247-265 (texte intégral).